# 自行车坐垫

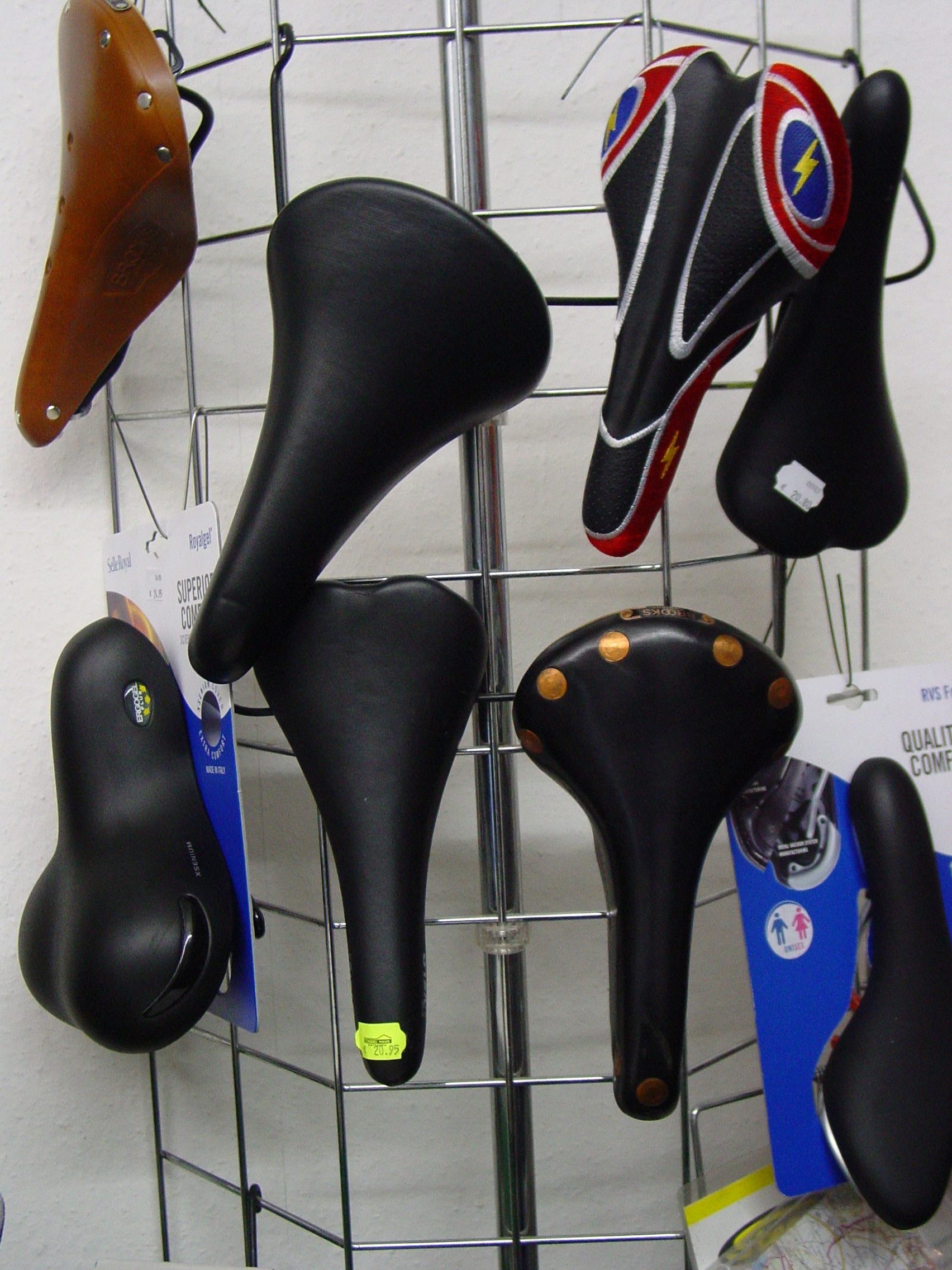
自行车坐垫

自行车坐垫是人與自行车直接接觸的五個地方之一，其他四個地方分別是两个自行車踏板和自行车车把的左右兩端。自行车坐垫的作用类似于马鞍，骑手的全部重量並非全部落在自行車坐墊上，因为騎手的重量還落到了自行車的其他地方。自行车坐垫通常固定在座杆上，座杆的高度可以调整。